# Moreno Torricelli
Moreno Torricelli (ur. 23 stycznia 1970 w Erbie) – włoski piłkarz występujący na pozycji prawego obrońcy oraz trener piłkarski.

## Kariera klubowa
Moreno Torricelli zawodową karierę rozpoczynał w 1990 roku w US Caratese. Grał tam przez 2 sezony, w trakcie których wystąpił w 57 ligowych spotkaniach. Następnie trafił do jednego z najbardziej utytułowanych klubów w kraju – Juventusu. 13 września 1992 roku w zwycięskim 4:1 spotkaniu z Atalantą BC zadebiutował w rozgrywkach Serie A. Barwy "Starej Damy" piłkarz reprezentował przez 6 lat, w trakcie których odnosił największe sukcesy w swojej karierze. Wywalczył między innymi trzy tytuły mistrza kraju oraz zwyciężył w rozgrywkach Ligi Mistrzów. Łącznie dla Juventusu rozegrał 152 spotkania w Serie A.
Latem 1998 roku Torricelli podpisał kontrakt z Fiorentiną, dla której zaliczył 99 ligowych występów. Następnie przeniósł się do grającego w Primera División Espanyolu Barcelona, jednak w Hiszpanii nie odniósł żadnych sukcesów. W 2004 roku powrócił do kraju i został graczem Arezzo, z którym zajął trzynaste miejsce w Serie B. Po zakończeniu rozgrywek Torricelli zakończył piłkarską karierę.

## Kariera reprezentacyjna
W reprezentacji Włoch Torricelli zadebiutował 24 stycznia 1996 roku w wygranym 3:0 meczu z Walią. W tym samym roku znalazł się w kadrze Włochów na mistrzostwa Europy. Na turnieju tym "Squadra Azzura" nie wyszła ze swojej grupy. Następnie Moreno wziął udział w Mistrzostwach Świata 1998. Na mundialu Włosi dotarli do ćwierćfinału, jednak Torricelli nie wystąpił w żadnym ze spotkań. Łącznie dla drużyny narodowej zaliczył 10 występów.

## Kariera trenerska
W lutym 2009 roku Torricelli został trenerem klubu AC Pistoiese, z którym spadł do Serie C2. 23 czerwca tego samego roku został szkoleniowcem ASC Figline.

## Sukcesy
Juventus F.C.
Mistrzostwo Włoch: 1994/1995, 1996/1997, 1997/1998
Puchar Włoch: 1994/1995
Superpuchar Włoch: 1995, 1997
Puchar UEFA: 1992/1993
Liga Mistrzów: 1995/1996
Superpuchar Europy 1996
Puchar Interkontynentalny: 1996
ACF Fiorentina
Puchar Włoch: 2000/2001